# 玻璃球游戏
玻璃珠遊戲（德語：Das Glasperlenspiel，發音：[das ˈɡlaːspɛʁlənˌʃpiːl] ⓘ）是德國作家赫爾曼·黑塞的最後一部長篇小說。它於1931年開始撰寫，1943年因黑塞的反法西斯立場而在德國被拒絕出版，同年該書在瑞士出版。1946年，黑塞獲得諾貝爾文學獎。瑞典學院在頒獎典禮上向他表示敬意時說，這部小說在黑塞的作品中“佔有特殊的地位”。
玻璃珠游戏是德語書名的直譯，但該書也以“Magister Ludi”（拉丁語：遊戲大師）的標題出版，該書名是該書主人公的尊稱。“Magister Ludi”也可以看作是一個雙關語：magister是一個拉丁詞，意思是“老師”，而ludus可以翻譯為“遊戲”或“學校”。但是，Magister Ludi的標題實際具有誤導性，它暗示這本書是一本直截了當的成長小說，但實際上這本書涉及許多不同的體裁，僅僅一部分是對傳記體裁的模仿。